# George Dangerfield
George Bubb Dangerfield (28 octobre 1904, à Newbury, dans le Berkshire – 27 décembre 1986 à Santa Barbara, en Californie) est un journaliste, éditeur et historien anglo-américain. Il est le rédacteur en chef du magazine Vanity Fair de 1933 à 1935, avant sa faillite en 1936. Il est surtout connu pour son livre The Strange Death of Liberal England (1935), une étude du déclin du Parti Libéral au Royaume-Uni dans les années précédant la Première Guerre mondiale. il a également écrit The Era of Good Feelings, qui remporte le prix Pulitzer d'histoire en 1953.

## Biographie
George Dangerfield est né dans le Berkshire, en Angleterre. il fait ses études secondaires à la Forest School de Walthamstow, dans l'Essex. En 1927, il est diplômé du Hertford College, à Oxford. En 1930, il s'installe aux États-Unis. Il épouse Mary Lou Schott en 1941, et obtient la citoyenneté américaine en 1943. Il est père de deux filles et d'un fils.
Son ouvrage The Strange Death of Liberal England est passé plutôt inaperçu à sa sortie en 1935. il s'est progressivement relativement imposé dans l'historiographie de l'époque comme une référence sur les sujets de l'échec des libéraux anglais à gérer les tensions avec unionistes et nationalises irlandais, et sur l'histoire des suffragettes. En 1941, il publie un ouvrage sur la jeunesse d'Édouard VII, Victoria's Heir: The Education of a Prince.
Après avoir intégré la 102e division d'infanterie pendant la seconde Guerre mondiale, il écrit The Era of Good Feelings, en 1952. L'ouvrage traite de la période allant de la présidence de Thomas Jefferson à celle d'Andrew Jackson, en commençant à la guerre de 1812. L'ouvrage remporte en 1953 le prix Bancroft et le prix Pulitzer d'histoire. Il poursuit son étude de cette époque dans The Awakening of American Nationalism: 1815-1828, publié en 1965, qui s'inscrit dans la série The New American Nation, d'Harper and Row.
Il obtient une Bourse Guggenheim en 1970, et retourne au Royaume-Uni et en Irlande, où il trouve la matière de son ouvrage, The Damnable Question: A Study of Anglo-Irish Relations, finaliste en 1976 du National Book Critics Circle Award dans la catégorie non-fiction. Il est élu membre de l'American Antiquarian Society en 1971
Il meurt d'une leucémie à Santa Barbara, où il avait enseigné pendant quelques années à l'Université de Californie du même nom.

## Publications
- Bengal Mutiny: The Story of the Sepoy Rebellion (1933)
- The Strange Death of Liberal England (1935)  (ISBN 978-0-8047-2930-7)
- Victoria's Heir: The Education of a Prince (1941)  (ISBN 978-0-09-458750-2)
- 102d thru Germany: WWII Unit History, 102nd Infantry Division (1945)
- The Era of Good Feelings (New York: Harcourt, Brace & Co., 1952)  (ISBN 978-0-929587-14-1)
- Chancellor Robert R. Livingston of New York 1746-1813 (1960)
- The Awakening of American Nationalism 1815-1828 (1965)  (ISBN 978-0-88133-823-2)
- The Damnable Question: A History of Anglo-Irish Relations (1976)  (ISBN 978-0-7043-3252-2)